# Philip Morris International
Philip Morris International Inc. (PMI) америчко је дуванско предузеће, које послује у више од 180 држава. Познат је по производњи цигарета Marlboro.